# Метелин
Метелин (Метелін, пол. Metelin) — село в Польщі, у гміні Грубешів Грубешівського повіту Люблінського воєводства. Населення — 248 осіб (2011).

## Історія
За даними етнографічної експедиції 1869—1870 років під керівництвом Павла Чубинського, у селі проживали греко-католики, які розмовляли українською мовою.
У 1921 році село входило до складу гміни Міняни Грубешівського повіту Люблінського воєводства Польської Республіки.
1944 року польські шовіністи вбили в селі 6 українців.
У 1975—1998 роках село належало до Замойського воєводства.

## Населення
За даними перепису населення Польщі 1921 року в селі налічувалося 42 будинки та 245 мешканців, з них:
- 128 чоловіків та 117 жінок;
- 234 православні, 11 римо-католиків;
- 234 українці, 11 поляків.

У 1943 році в селі проживало 182 українці та 8 поляків; на однойменній сусідній колонії — 256 поляків.
Демографічна структура станом на 31 березня 2011 року:
|          | Загалом | Допрацездатний вік | Працездатний вік | Постпрацездатний вік |
| -------- | ------- | ------------------ | ---------------- | -------------------- |
| Чоловіки | 124     | 25                 | 84               | 15                   |
| Жінки    | 124     | 24                 | 67               | 33                   |
| Разом    | 248     | 49                 | 151              | 48                   |